# پیمان ۱۹۱۰ ژاپن و کره
پیمان ۱۹۱۰ ژاپن و کره (انگلیسی: Japan–Korea Treaty of 1910) همچنین به عنوان معاهده الحاق ژاپن - کره، توسط نمایندگان امپراتوری ژاپن و امپراتوری کره در ۲۲ اوت ۱۹۱۰ منعقد شد. این پیمان به دنبال پیمان‌های ۱۹۰۵ ژاپن و کره (که به دنبال آن کره به یک کشور تحت‌الحمایه ژاپن تبدیل شد) و ۱۹۰۷ ژاپن و کره که به موجب آن کره از اداره امور داخلی محروم شد، بود.
مفسران ژاپنی پیش‌بینی می‌کردند که کره‌ای‌ها به راحتی با امپراتوری ژاپن سازگار می‌شود.